# Powiat Sōya
Powiat Sōya (jap. 宗谷郡 Sōya-gun) – powiat w Japonii, w prefekturze Hokkaido, w podprefekturze Sōya. W 2024 roku liczył 2564 mieszkańców.

## Miejscowości
- Sarufutsu